# Cerodontha luctuosa
Cerodontha luctuosa är en tvåvingeart som först beskrevs av Johann Wilhelm Meigen 1830.  Cerodontha luctuosa ingår i släktet Cerodontha och familjen minerarflugor. Arten är reproducerande i Sverige. Inga underarter finns listade i Catalogue of Life.